# Acanthoscurria paulensis
Acanthoscurria paulensis es una especie de araña que pertenece a la familia Theraphosidae (tarántulas).

## Fuente
- Platnick, Norman I. (2009): El catálogo de las arañas del mundo, versión 10.0. American Museum of Natural History.